# Arnold Taylor
Arnold Taylor (* 15. Juli 1943 in Johannesburg, Südafrika; † 22. November 1981) war ein südafrikanischer Boxer im Bantamgewicht.

## Profikarriere
Im Jahre 1967 begann er seine Profikarriere und boxte nur unentschieden. Am 3. November 1973 boxte er gegen Romeo Anaya um den Weltmeistertitel des Verbandes WBA und siegte durch klassischen K. o. in Runde 14. Diesen Gürtel verlor er allerdings bereits in seiner ersten Titelverteidigung im Juli des darauffolgenden Jahres an Soo-Hwan Hong nach Punkten.
Im Jahre 1976 beendete er seine Karriere.